# Dreptate și Respect în Europa pentru Toți
Dreptate și Respect în Europa Pentru Toți (spesso abbreviato nella forma DREPT, traducibile in italiano come Giustizia e Rispetto in Europa per Tutti) è un partito politico romeno guidato dall'ex europarlamentare Vlad Gheorghe.

## Storia
Il partito è stato fondato nel dicembre 2023 da Iulian Nămoloșanu e il suo primo presidente è stato l'ex vicesindaco del Settore 6 di Bucarest Alexandru Gâdiuță, espulso dall'Unione Salvate la Romania (USR) nel novembre 2023. I due vicepresidenti Marius Ionel Ungureanu e Gicu Zainea erano ex consiglieri municipali del Settore 6, entrambi eletti nelle liste dell'USR.
Nel 2024 si è unito a DREPT l'ex europarlamentare Vlad Gheorghe, che aveva abbandonato l'USR nel febbraio 2024 e si era presentato da indipendente alle europee, senza ottenere l'elezione. Secondo questi la finalità di DREPT era quella di costituire una piattaforma di candidati indipendenti. DREPT infatti sarebbe stato solo un veicolo che avrebbe permesso ai candidati indipendenti che desideravano presentarsi alle elezioni parlamentari del 2024 di avere uno strumento per il monitoraggio delle elezioni e per prevenire possibili frodi, poiché solamente ai partiti parlamentari era permesso avere dei rappresentanti presso gli uffici elettorali e le sezioni di voto.
Il 2 settembre 2024 si sono iscritti a DREPT dieci deputati provenienti da vari partiti (USR, PNL, AUR, UDMR), che hanno richiesto all'ufficio di presidenza della camera dei deputati il riconoscimento dello status di partito parlamentare per DREPT. Dopo un rifiuto iniziale, il partito è riuscito ad ottenere tale status, che gli consentiva di inviare i propri esponenti in seno agli organismi elettorali. Il 16 settembre Gheorghe ha annunciato l'espulsione di cinque dei dieci deputati originari. Al mese di ottobre DREPT aveva solamente due parlamentari.
Nel settembre 2024 diversi organi di stampa hanno avanzato l'ipotesi che DREPT fosse nato in sostegno alla candidatura di Mircea Geoană alle elezioni presidenziali, ma Gheorghe ha negato qualsiasi legame con l'ex vicesegretario della NATO.
Nelle settimane successive si sono associate a DREPT altre formazioni politiche minori: il partito "Curaj pentru România" della deputata Cosette Chichirău (dimessasi dall'USR nel 2023) e il Partito Diaspora Unita di Marius Mocan. Vi si è inoltre iscritto l'ex ministro della cultura in area USR Vlad Alexandrescu.
Il partito non ha presentato un candidato alle elezioni presidenziali del 2024, ma all'indomani del primo turno del 24 novembre, al ballottaggio ha dichiarato il proprio sostegno per l'esponente dell'USR Elena Lasconi. L'intero processo di voto è poi stato annullato su decisione della Corte costituzionale per presunte ingerenze sulla campagna elettorale da parte di paesi stranieri.
Pur avendo intavolato delle trattative per un'eventuale alleanza di governo con l'USR, alle elezioni parlamentari del 1º dicembre 2024 DREPT ha conseguito poco più dell'1%, insufficiente per ottenere dei posti in parlamento. Il 6 dicembre Vlad Gheorghe ha presentato senza successo una contestazione all'Alta corte di cassazione, chiedendo l'annullamento delle elezioni, sulla falsariga di quanto accaduto alle presidenziali.
Il 18 dicembre 2024 DREPT ha annunciato che alle elezioni presidenziali del 2025 avrebbe sostenuto l'indipendente Nicușor Dan.

## Ideologia
Il partito si definiva di centro, una piattaforma per gli indipendenti e i partiti locali.
La sua retorica era incentrata sulla lotta alla corruzione. Proponendosi di rappresentare candidati indipendenti e partiti minori, DREPT si opponeva ai due principali partiti, il PSD e il PNL, che accusava di corruzione. A tal proposito durante la campagna elettorale del 2024 Vlad Gheorghe ha dichiarato che una delle priorità principali del partito era la creazione di una legge che permettesse la confisca dei beni che non potevano essere giustificati.
Tra i punti del proprio programma figuravano la modernizzazione del sistema educativo e della giustizia e una maggiore partecipazione dei cittadini al processo democratico. Prometteva inoltre l'accesso della Romania all'area Schengen, azioni contro la deforestazione illegale, la riduzione delle unità amministrative, l'introduzione di un servizio civile su base volontaria per i giovani.
Sul piano sociale promuoveva l'accesso gratuito a misure contraccettive, un'equa rappresentazione delle donne negli organismi decisionali pubblici e privati e il varo di una legge per la legalizzazione delle unioni civili a prescindere dall'orientamento sessuale.
Il partito era europeista.

## Risultati elettorali
| Elezione          | Elezione | Voti    | %    | Seggi   |
| ----------------- | -------- | ------- | ---- | ------- |
| Parlamentari 2024 | Camera   | 107.474 | 1,16 | 0 / 331 |
| Parlamentari 2024 | Senato   | 114.500 | 1,24 | 0 / 134 |